# 벤저민 스트롱
벤저민 스트롱 주니어(영어: Benjamin Strong Jr., 1872년 12월 22일~1928년 10월 16일)는 미국의 은행가이다. 금융회사, 신탁회사 근무를 거쳐 1914년부터 뉴욕 연방준비은행의 초대 총재를 사망할 때까지 14년간 재직하여, 연방준비제도의 정책과 행동에 큰 영향을 미쳤다. 또한 잉글랜드 은행 총재 몬태규 노먼과 개인적인 신뢰 관계를 구축하고 제1차 세계대전 후 국제 금융의 재건에 탁월한 지도력을 발휘했다.

## 어린 시절
벤저민 스트롱 주니어는 1872년 뉴욕 피시킬에서 태어났다. 1891년 18세로 투자금융회사 카일러 모건 앤 컴퍼니 (Cuyler, Morgan and Co.)에 취직 한 후, 애틀란틱 신탁회사 근무를 거쳐 1904년부터는 벙커 트러스트 (벙커 신탁회사)에 근무하였고, 1909년에는 회사 부사장, 1914년에는 사장으로 취임했다.
1895년 마가렛 레뷰틸러(Margaret LeBoutiller)와 결혼하여 4명의 아이들을 낳았다. 1905년 마가렛이 자살하며 사별을 했다. 1906년에는 장녀를 잃었다. 1907년에 벙커 신탁사장 에드먼드 컨버스(Edmund C. Converse)의 딸 캐서린 커버스(Katherine Converse)와 재혼했지만, 1916년에 캐서린이 두 딸을 데리고 별거를 하면서, 1920년에 이혼했다. 1916년부터 폐결핵을 앓았고, 1년 휴직을 한 이후, 인두 결핵이나 폐렴의 요양을 위해 몇 차례 휴직을 반복했다.

## 연방준비제도
1920년대, 공개 시장 조작을 통해 혹은 국채를 판매함으로써 물가 수준을 유지하려는 정책과 공황 시 은행에 유동성을 부여하려는 강한 자세는 통화주의에서 존경을 받았고, 오스트리아 학파의 경제학자들로부터 거센 비난을 받았다.
스트롱은 연방준비제도의 설립에도 관여했다. 1907년 공황 이후 주요 은행들은 화폐를 발행할 권한이 있는 민영 중앙은행 을 설립해야 한다고 생각했다. 그러나 한편으로 일반 시민들은 단호하게 중앙은행의 설립에 반대하고 있었다. 1909년부터 뉴욕 벙커 신탁회사의 부사장이었던 스트롱은 J. P. 모건을 대신하여 1910년 조지아주 지킬 섬에서 극비리에 열린 회의에 참석했다. 다른 참석자는 쿤 뢰브 컴퍼니회의 파트너인 폴 바르부르크, 넬슨 앨드리치 상원 의원, 에이브러햄 앤드루 재무 차관, 국가 금융위원회 특보 뉴욕 내셔널 시티 은행장 프랭크 바다비 립, JP 모건 컴퍼니의 사장인 헨리 데이비슨, 모건의 지배 하에 있는 퍼스트 내셔널 은행장 찰스 노턴이 있었다.